# Юсов Дмитро Олександрович
Дмитро́ Олекса́ндрович Ю́сов (нар. 11 травня 1993, Мелітополь, Україна) — український футболіст, нападник. Виступав за молодіжну збірну України.

## Біографія
Народився в Мелітополі. У 12-річному віці переїхав до Запоріжжя, де почав займатися у футбольній академії «Металурга». Після завершення навчання залишився у структурі клубу. Грав у другій команді й у дублі. У Прем'єр-лізі дебютував 4 травня 2013 року у грі проти «Ворскли», замінивши на 64-й хвилині Ігоря Коротецького. З весни 2014 регулярно з'являвся у складі першої команди «Металурга». Наприкінці 2015 року покинув «Металург» у зв'язку з процесом ліквідації клубу.
Наприкінці березня 2016 року разом з ще одним українцем Олександром Насоновим став гравцем білоруського клубу «Граніт». У першій половині сезону зіграв за «Граніт» в 10 матчах, в яких відзначився голом і двома гольовими передачами. На початку липня 2016 року розірвав контракт з мікашевицьким клубом.
На початку серпня 2016 року перейшов до складу кишинівської «Дачії», але вже у грудні того ж року залишив молдовську команду.
У лютому 2017 року прибув на перегляд до білоруського клубу «Слуцьк» і незабаром підписав контракт. Юсов вдало розпочав сезон, коли допоміг «Слуцьку» пройти в півфінал Кубка Білорусі, в березні і квітні забив 4 голи за слуцький клуб. Однак, згодом через травму довгий час не з'являвся на полі, тільки в серпні знову закріпився в основі случан. У листопаді 2017 року розірвав контракт зі «Слуцьком».
У січні 2018 року після перегляду підписав дворічний контракт з жодинським «Торпедо-БелАЗом». У жодинській команді стабільно з'являвся в основному складі, переважно виходив на заміну. За два з половиною сезони в клубі Юсов зіграв 60 матчів у всіх турнірах і забив 15 голів. У липні 2020 року за угодою сторін розірвав угоду з «автозаводцями».
9 липня 2020 року підписав угоду з іншим місцевим клубом «Іслоч». На початку 2021 року в Казахстані проходив перегляд у клубі «Тараз», але в лютому продовжив контракт з «Іслочю». У липні 2021 року перейшов до борисовського БАТЕ, де був основним гравцем, забивши 5 голів у 12 іграх чемпіонату і став віце-чемпіоном країни, але у грудні 2021 року, після закінчення контракту, покинув клуб.
У січні 2022 року поїхав на турецький збір з одеським «Чорноморцем» і незабаром підписав контракт з клубом.
У липні 2023 року став гравцем клубу «Металіст 1925».